# Monocerotesa leptogramma
Monocerotesa leptogramma är en fjärilsart som beskrevs av Eugen Wehrli 1937. Monocerotesa leptogramma ingår i släktet Monocerotesa och familjen mätare. Inga underarter finns listade i Catalogue of Life.